# Upside Down (Film)
Upside Down ist ein französisch-kanadischer Fantasyfilm aus dem Jahr 2012 von Regisseur Juan Diego Solanas. In den Hauptrollen agieren Jim Sturgess und Kirsten Dunst.

## Handlung
Der Film erzählt die Geschichte zweier Zwillingserden, welche durch drei einzigartige Regeln dualer Schwerkraft miteinander verbunden sind:
1. Alle Materie wird von ihrer Ursprungswelt angezogen und nicht von der anderen.
2. Die Anziehungskraft eines Objekts kann mittels Materie von der anderen Welt verringert oder auch invertiert werden (Inverse Materie).
3. Kommt Materie mit Inverser Materie zusammen, fängt die Kombination an zu brennen.

Während die obere Welt reich und erfolgreich ist, ist die untere Welt arm. Die obere Welt kauft billiges Öl von der unteren und verkauft im Gegenzug Strom teuer zurück. Der Kontakt zwischen den Welten ist strikt verboten und wird mit Inhaftierung bis hin zur Todesstrafe geahndet. Die einzige Verbindung ist der Großkonzern „TransWorld“, der in einem die Welten verbindenden Gebäude residiert.
Adam wächst in einem Waisenhaus in der unteren Welt auf, da er seine Eltern bei einer Raffinerie-Explosion verlor. Seine einzige noch lebende Verwandte ist seine Großtante, die er jedes Wochenende besucht. Sie besitzt ein geheimes Rezept für fliegende Pfannkuchen, in die sie den Pollenstaub pinker Bienen einbäckt, die Pollen von beiden Welten gesammelt haben. Dieses Rezept wird seit Generationen in Adams Familie vererbt.
Als Kind klettert Adam in den Bergen auf deren Spitzen, wo die Welten sich fast berühren. Er trifft da auf dem Gipfel Eden, ein Mädchen von der oberen Welt. Als Teenager sind beide in einer gemeinsamen Beziehung und Adam nutzt ein Seil, um Eden zu sich in die untere Welt zu holen. Eines Tages werden sie entdeckt und bei Edens Flucht in die obere Welt wird Adam angeschossen, sodass er Eden in die obere Welt fallen lässt. Er sieht sie regungslos liegen. Als er zu seiner Tante zurückkehrt, wird sie inhaftiert und ihr Haus niedergebrannt.
Zehn Jahre später arbeitet Adam an einem Schwerelosigkeitsprodukt auf Basis der rosa Pollen. Zufällig erkennt er Eden im Fernsehen und sieht, dass sie lebt und jetzt bei TransWorld arbeitet. Er stellt daraufhin seine Erfindung bei TransWorld vor und wird engagiert, um eine Schönheitscreme aus den Pollen zu entwickeln. Er will dabei Eden bei TransWorld finden. In seinem Großraumbüro trifft er auf Bob, welcher sein einziger Freund bei TransWorld wird, als er ihm seltene Briefmarken von der unteren Welt mitbringt. Er will im Gegenzug Adam helfen, Eden zu kontaktieren.
Mit Bobs Hilfe schafft es Adam, Eden zu treffen, indem er sich Gewichte aus der oberen Welt an den Körper schnallt und Bobs Namen verwendet. Eden jedoch leidet seit dem Sturz an Amnesie, sodass sie Adam nicht erkennt. Als die obere Materie langsam anfängt zu brennen, muss Adam wieder in die untere Welt zurück. Als Bob später gefeuert wird, hinterlässt er Adam seine ID-Card, seine Adresse sowie etwas Geld aus der oberen Welt. Als Adam Eden mit Bobs Telefon anruft, kann er sich mit Eden zu einem Date verabreden.
Währenddessen wird seine Creme zu einer Revolution für die Firma. Als Adam in einer Präsentation in der Firma die Creme vorführt, erkennt Eden, dass Adam von der unteren Welt ist. Als er ihr nach der Präsentation hinterherlaufen will, kann er sie nicht finden und sucht Bob auf. Adam zeigt Bob seine Entdeckung, dass das Mischen von Materie von beiden Welten die Gravitation aufhebt und TransWorld nicht die geheime Zutat für die Creme kennt, sodass die Creme nicht produziert werden kann.
Mit Bobs Hilfe kann Adam Eden wiedertreffen und sie beginnt sich an Adam zu erinnern. Jedoch wird Adam von Polizisten gesucht und muss fliehen. Wieder auf der unteren Welt geht er auf die Bergspitze seiner Jugend, wo er sich immer mit Eden getroffen hat. Auch Eden sucht die Bergspitze von ihrer Welt aus auf. Die Polizei findet die beiden erneut und Eden wird verhaftet, während Adam aus großer Höhe auf seine Welt fällt. TransWorld will die Anschuldigungen gegen Eden fallen lassen, wenn Adam ihnen im Gegenzug das Rezept gibt.
Als Adam wieder in seinem alten Leben ist, begreift er, dass er Eden nie wieder sehen wird. Jedoch bittet Eden Bob um Hilfe und dieser findet Adam in der unteren Welt. Adam erkennt, dass Bob sein Rezept weiterentwickelt hat und ohne Gewichte auf der unteren Welt laufen kann. Bob erzählt Adam, dass er vor TransWorld die Creme zum Patent angemeldet hat und dass Adam ein Date hat.
Adam trifft auf Eden in der unteren Welt. Sie ist von ihm mit Zwillingen schwanger. Diese Begebenheit verändert die beiden Welten, wobei nun beide den gleichen Wohlstand und Status haben.

## Veröffentlichung
Der Film wird in Frankreich vom lokalen Ableger des Filmstudios Warner Bros. vertrieben. Samuel Goldwyn Films und Millennium Entertainment sicherten sich die Rechte für den Vertrieb in Nordamerika und Lions Gate Entertainment selbige für den Vertrieb im Vereinigten Königreich. Der Film wurde ab dem 15. März 2013 in den USA anfangs nur in elf Kinos gezeigt und bereits am 23. August 2012 in Russland veröffentlicht. Am 25. Juni 2013 wurde der Film in Nordamerika auf DVD und Blu-ray veröffentlicht. In Deutschland wurde der Film am 22. August veröffentlicht.

## Trivia
Im Jahre 2022 wurde das Thema des Zwillingsplaneten von der Vermögensverwaltung Amundi in dem Werbeclip 2 Worlds verwendet.